# Rio Ferreira

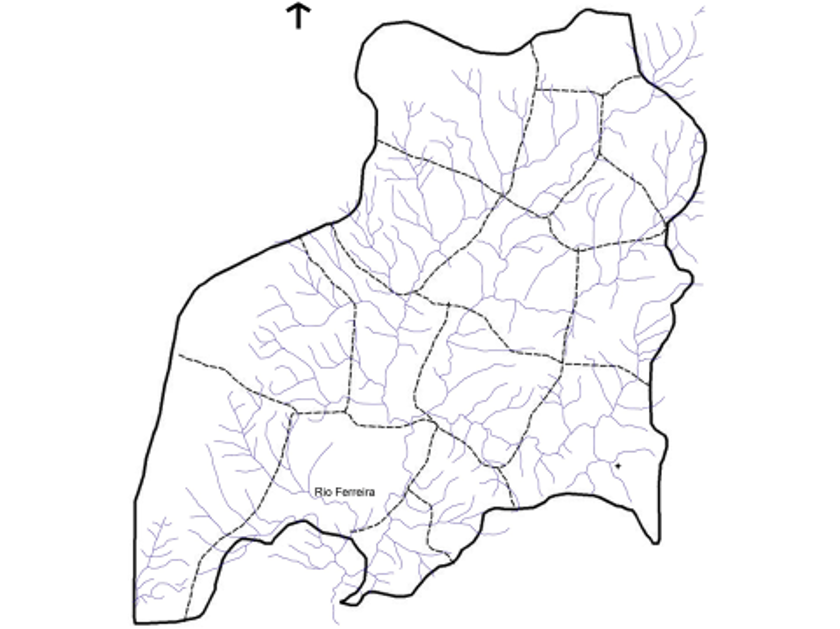
As Nascentes do Rio Ferreira

O Rio Ferreira brota em múltiplas nascentes nos limites da antiga Chã de Ferreira e desagua no rio Sousa. A suas nascentes estão espalhadas pelo concelho de Paços de Ferreira, sendo a nascente principal (Carta Militar Nº111 do Centro de Informação Geoespacial do Exército (CIGeoE) situada em Freamunde (visto que Freamunde é cidade) no Lugar da Joia, enquanto as outras nascentes ficam em Raimonda, Sanfins, ou Ferreira. 
Em 2014 foi criada uma Associação de defesa do ambiente denominada Associação para a Preservação da Nascente do Rio Ferreira, com a missão de sensibilização para proteção da natureza e salvaguarda do Rio Ferreira e zona envolvente. 
No seu trajeto, passa ainda pelas freguesias de Paços de Ferreira, Lordelo, Rebordosa, Sobrado, Campo, Valongo (onde banha também a aldeia de Couce), São Pedro da Cova e Foz do Sousa.
No seu percurso existem duas estação de tratamento de águas residuais|estações de tratamento de águas residuais, uma no concelho de Paços de Ferreira, e outra no concelho de Gondomar em São Pedro da Cova. 